# 潔米瑪·蘇姆恭
潔米瑪·杰拉加特·蘇姆恭（Jemima Jelagat Sumgong，1984年12月21日—），肯尼亚女子馬拉松運動員，是2016年夏季奧林匹克運動會女子馬拉松賽金牌，時間為2:24:04小時。

## 外部連結
- 潔米瑪·蘇姆恭在的頁面